# Cecidopimpla montana
Cecidopimpla montana är en stekelart som beskrevs av Ugalde och Ian D. Gauld 2002. Cecidopimpla montana ingår i släktet Cecidopimpla och familjen brokparasitsteklar. Inga underarter finns listade.